# Aparemfato
Das Aparemfato(n) (griechisch απαρέμφατο(ν), wörtlich [Numerus, Person] nicht anzeigend) ist ein grammatikalischer Terminus aus der alt- und neugriechischen Sprache für eine infinite Verbform.
- Im Altgriechischen bezeichnet er den Infinitiv, z. B. λύειν, λῦσαι, λελύσθαι.
- Im Neugriechischen gibt es – außer in festen Phrasen – keinen Infinitiv mehr; der Begriff Aparemfato (in der deutschen Literatur auch: Unveränderliche Form) steht hier für die infinite Verbform, die zusammen mit dem Hilfsverb έχω (haben) zur Bildung des Perfekts, des Plusquamperfekts und des Futur Perfekts verwendet wird. Diese Zeitstufen werden im neugriechischen also analytisch gebildet, im Gegensatz zum Altgriechischen, wo die Bildung synthetisch erfolgte. Morphologisch ist das Aparemfato identisch mit der 3. Person Singular des Konjunktiv Aorist:

κλαίω weinen > Aorist έκλαψε er weinte > Konj. Aor. να κλάψει damit er weint > Aparemfato κλάψει.
Das Aparemfato kann sowohl im Aktiv als auch im Medium bzw. Passiv gebildet werden:
- - Aktiv: έχω γράψει „ich habe geschrieben“, είχα γράψει „ich hatte geschrieben“, θα έχω γράψει „ich werde geschrieben haben“
  - Medium/Passiv: έχω γραφτεί „ich habe mich eingeschrieben, ich bin eingeschrieben“, είχα γραφτεί „ich hatte mich eingeschrieben, ich war eingeschrieben“, θα έχω γραφτεί „ich werde mich eingeschrieben haben, ich werde eingeschrieben sein“

Die analytische Bildung des Perfekt mittels Hilfsverb und Aparémfato ist seit dem Spätmittelalter, dem Ende der byzantinischen Periode, belegt.